# 孔药花科
孔药花科又名孔药木科，共有3属约45种，全部生长在澳大利亚。
本科植物为小灌木或草本；叶小，无托叶，有腺体；花小；果实为蒴果。
1981年的克朗奎斯特分类法将其列在远志目中，1998年根据基因亲缘关系分类的APG 分类法认为应该列在酢浆草目中，2003年经过修订的APG II 分类法取消这个科，将其各属合并到杜英科中。